# Ullrich Haupt (attore 1887-1931)
Ullrich Haupt (Złocieniec, 8 agosto 1887 – Santa Monica, 5 agosto 1931) è stato un attore tedesco naturalizzato statunitense che lavorò negli Stati Uniti all'epoca del cinema muto, usando spesso anche il nome U.K. Houpt o U.K. Haupt.

## Biografia
Nato in Pomerania, a Falkenburg (l'attuale Złocieniec, in Polonia), quando la città era ancora tedesca, Ullrich Haupt partì per gli Stati Uniti dove si stabilì, iniziando a recitare per il cinema. Il suo esordio sullo schermo risale al 1915, quando venne messo sotto contratto dalla Essanay Film Manufacturing Company di Chicago.
Dal suo matrimonio con l'attrice Beatrice Norden, nacque un figlio, Ullrich. Ullrich junior, nato nel 1915 a Chicago, ritornò in Germania negli anni trenta, intraprendendo pure lui la carriera di attore.

## Filmografia
- The Conflict - cortometraggio (1915)
- Power, regia di Fred E. Wright - cortometraggio (1916)
- The War Bride of Plumville, regia di Fred E. Wright - cortometraggio (1916)
- The Fable of How Wisenstein Did Not Lose Out to Buttinsky, regia di Richard Foster Baker - cortometraggio (1916)
- When Justice Won, regia di E.H. Calvert - cortometraggio (1916)
- An Old-Fashioned Girl - cortometraggio (1916)
- The Fable of the Kittenish Super-Anns and the World-Weary Snipes, regia di Richard Foster Baker - cortometraggio (1916)
- The Truant Soul, regia di Harry Beaumont (1916)
- The Little Shoes, regia di Arthur Berthelet (1917)
- Skinner's Dress Suit, regia di Harry Beaumont (1917)
- Satan's Private Door, regia di J. Charles Haydon (1917)
- Meddling with Marriage, regia di E.H. Calvert - cortometraggio (1917)
- Local Color, regia di Harry Beaumont (1917)
- Nella tempesta (Tempest), regia di Sam Taylor (1928)
- La maschera di ferro (The Iron Mask), regia di Allan Dwan (1929)
- Ombre sul cuore (Wonder of Women), regia di Clarence Brown (1929)
- The Greene Murder Case, regia di Frank Tuttle (1929)
- Madame X, regia di Lionel Barrymore (1929)
- Giustizia dei ghiacci (Frozen Justice), regia di Allan Dwan (1929)
- Amor gitano (The Rogue Song), regia di Lionel Barrymore, Hal Roach (1930)
- Femmina (The Bad One), regia di George Fitzmaurice (1930)
- Madame du Barry (Du Barry, Woman of Passion), regia di Sam Taylor (1930)
- Marocco (Morocco), regia di Josef von Sternberg (1930)
- Rinascita (The Man Who Came Back), regia di Raoul Walsh (1931)
- Nell'oasi del terrore (The Unholy Garden), regia di George Fitzmaurice (1931)